# The Guardian
The Guardian är en brittisk dagstidning. Tidningen grundades i Manchester den 5 maj 1821 som The Manchester Guardian av John Edward Taylor, tidningen bytte namn till The Guardian år 1959. Sedan 1855 utkommer tidningen med sex utgåvor per vecka och sedan 1919 med en separat veckobilaga, The Guardian Weekly. Tidningens gratisutgåva på internet, som även omfattar material från söndagstidningen The Observer, hette tidigare Guardian Unlimited, men marknadsförs nu som guardian.co.uk. Tidningen ägs av Guardian Media Group.

## Historia

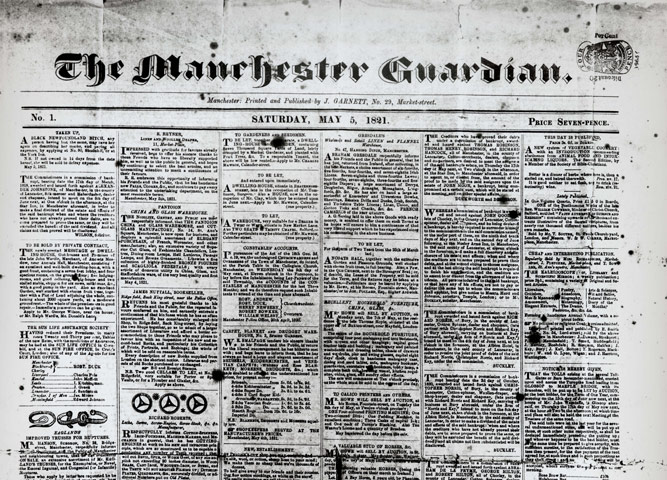
Första utgåvan av The Manchester Guardian, 1821.

The Guardian grundades 1821 som The Manchester Guardian av John Edward Taylor i efterdyningen av Peterloomassakern och utkom med sitt första nummer den 5 maj detta år. Tidningen utkom en gång i veckan på lördagar fram till 1836, då en onsdagsupplaga började ges ut. 1855 blev den en dagstidning. Tidningen fick ett nationellt och internationellt anseende under ledningen av C. P. Scott, som var chefredaktör i 57 år från 1872. Scott köpte tidningen 1907 och försäkrade att grundarens principer om tidningen skulle upprätthållas. Vid hundraårsjubileumet av tidningen 1921 skrev Scott om dessa principer i en ofta citerad artikel: "Kommentarer är fria, men fakta är heliga... Motståndares röster har inte mindre än vänners sin rätt att höras". Scott dog 1932 och tidningen övertogs av hans två söner.
1959 bytte tidningen namn till The Guardian och flyttade år 1964 till London. Därefter fick The Guardian ekonomiska problem. Det diskuterades en sammanslagning med The Times, som också hade ekonomiska bekymmer, men tidningens chefredaktör Alastair Hetherington var bestämd att The Guardian skulle behålla sin självständighet. Nyinvesteringar och en uppdaterad version av The Guardian Weekly med nyheter från Washington Post och Le Monde 1976 stärkte The Guardians position. I det politiskt polariserade klimatet i slutet av 1970- och början av 1980-talet blev The Guardian vänsterns starkaste röst i brittisk press.
I slutet av 1980-talet inleddes en hård kamp om det brittiska tidningsläsarna mellan The Guardian, The Times, The Daily Telegraph och nystartade The Independent. The Guardian fokuserade på att investera sina resurser i journalistik och produktutveckling istället för att ge sig in i ett priskrig. Under denna period ökade The Guardian sin upplaga, stärkte sin ekonomi och hyllades för kvaliteten i sin journalistik.
1993 köpte The Guardian Media Group The Observer, som blev The Guardians systertidning.
1994 började The Guardian utveckla en upplaga för internet. 1999 lanserades The Guardian Unlimited, som 2008 blev guardian.co.uk och 2013 theguardian.com. År 2001 hade The Guardian Unlimited 2.4 miljoner unika besökare och var Storbritanniens största webbtidning.
2005 lanserades The Guardian berliner, ett nyskapande mellanstort format. 2008 flyttade The Guardian till en ny byggnad i King's Cross. 2011 blev The Guardian utsedda till Årets nyhetstidning efter sitt samarbete med Wikileaks. Under 2010-talet har tidningen satsat stort på digitala tjänster och produkter. Det publiceras digitala upplagor i USA och Australien. I januari 2018 lanserades den tryckta upplagan av The Guardian i ett helt nytt tabloidformat.

## Politisk inriktning
Politiskt anses tidningen stå till vänster om mitten. Tidningen är obunden men har sedan grundandet stött arbetarpartiet Labour på sin ledarsida. Detta avspeglar sig också i läsarnas politiska hemvist.
Vid 2010 års val övergav tidningen Labour genom att i en rad historiska ledarartiklar uppmana läsarna att rösta på Liberaldemokraterna. Av många bedömare ansågs detta vara spiken i kistan för den dåvarande ledande socialdemokratin i Storbritannien med premiärminister Gordon Brown i spetsen. Efter valet och den efterföljande regeringsbildningen mellan de konservativa och liberalerna har tidningen gått tillbaka till att stödja arbetarpartiet.